# Vårgårda (Gemeinde)
Koordinaten: 58° 2′ N, 12° 48′ O

Vårgårda ist eine Gemeinde (schwedisch kommun) in der schwedischen Provinz Västra Götalands län und der historischen Provinz Västergötland. Der Hauptort der Gemeinde ist Vårgårda.

## Geschichte
Nördlich des Ortes Vårgårda liegt das Gräberfeld Kyllinga-kullen.
Vor der Zusammenlegung von Älvsborgs län, Skaraborgs län und Göteborgs och Bohus län zu Västra Götalands län gehörte Vårgårda zur Provinz Älvsborgs län.

## Orte
Beide Orte sind Ortschaften (tätorter):
- Östadkulle
- Vårgårda